# Playa del Carmen
Playa del Carmen (Yucateeks Maya: Xamanha’) is een badplaats in Quintana Roo, in het oosten van Mexico. Playa del Carmen heeft 304.942 inwoners (census 2020) en is de hoofdplaats van de gemeente Solidaridad. Playa del Carmen was vóór 1995 een rustig plaatsje met een kleine 5.000 inwoners, maar door het toerisme is het inwoneraantal in de afgelopen 25 jaar met 300.000 gestegen. De prognose is dat het aantal inwoners ook de komende jaren nog verder zal blijven stijgen. 
De villa- en hotelwijk Playacar is tegenwoordig een onderdeel van Playa del Carmen. Deze zone wordt ook wel hotelzone genoemd. Om de veiligheid te waarborgen wordt de wijk begrensd met controleposten. Na het vertonen van een legitimatie krijg je een kaart waardoor je de wijk mag binnenrijden.
Playa del Carmen is gelegen aan de 'Riviera Maya'. Al tijdens precolumbiaanse tijden diende Playa del Carmen, toen nog Xaman-Ha geheten, als vertrekplaats voor boten naar Cozumel. De Maya's vertrokken naar Cozumel vanwege het heiligdom voor de godin Ixchel, terwijl latere bezoekers vooral toeristen waren. Playa del Carmen is dan ook 'ontdekt' door toeristen op weg naar Cozumel. De stad wordt tegenwoordig vooral bezocht door toeristen die de drukte van de niet ver van Playa del Carmen gelegen badplaats Cancún willen ontvluchten.
De stad groeit echter snel. Verwacht wordt dan ook, dat Playa del Carmen dezelfde faciliteiten gaat krijgen als Cancun. Zo is er in 2010 een geheel nieuw winkelcentrum opgeleverd tegen de bekende winkelstraat 5th Avenue aan. Ook zijn er plannen voor overdekte winkelcentra, waar grote ketens zich zullen vestigen. Een gevolg hiervan is dat de lokale bevolking het zwaar gaat krijgen.
In oktober 2005 werd Playa del Carmen getroffen door orkaan Wilma, nadat het drie maanden daarvoor al getroffen was door orkaan Emily. In eerste instantie meldden journalisten dat de badplaats zwaar getroffen was. Dit bleek echter mee te vallen en in korte tijd werd de schade weer hersteld, waarna de toeristen terugkwamen.

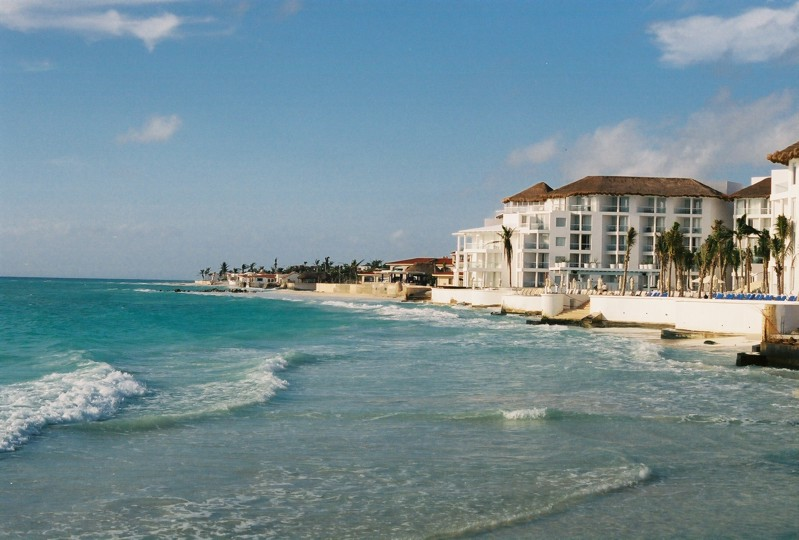
Strand